# Super liga Bosne i Hercegovine 2013-2014
La Super liga Bosne i Hercegovine 2013-2014 fu la 17ª edizione del massimo campionato bosniaco di pallacanestro maschile.
Il titolo andò, per il secondo anno consecutivo, all'Igokea Aleksandrovac che nella finale al meglio delle 5 partite superò per tre vittorie a una il Primorka Široki Brijeg.
Retrocedettero nella divisione inferiore al termine della stagione regolare (denominata Liga-12) Radnik Bijeljina, Posušje e Čapljina Lasta.

## Format
Il campionato è stato strutturato su tre fasi:
- Liga-12: le 12 squadre si affrontano secondo il tradizionale metodo del girone all'italiana con gare di andata e ritorno per un totale di 22 incontri. Le ultime 3 squadre classificate possono incorrere nella retrocessione qualora le vincenti dei 3 gironi federali in cui è composta la Seconda Divisione abbiano i requisiti per accedere al massimo campionato.
- Liga-4: al termine delle 22 giornate, le prime 2 squadre classificate accedono alla Liga-4 alla quale prendono parte anche le 2 squadre bosniache che hanno partecipato alla Lega Adriatica 2013/14, ovvero: KK Igokea Aleksandrovac e HKK Primorka Široki Brijeg. Le 4 formazioni si affronteranno secondo il metodo Round-robin con gare di andata e ritorno per un totale di 6 incontri che determineranno la griglia dei Playoff per il titolo di Campione di Bosnia-Erzegovina.
- Playoff: i playoff per il titolo sono strutturati nella seguente maniera: semifinali al meglio delle 3 gare, finale al meglio dei 5 incontri.

## Regular season

### Classifica Liga-12
|     | Squadra                   | G  | V  | P  | Pt. | Qualificazione                                 |
| --- | ------------------------- | -- | -- | -- | --- | ---------------------------------------------- |
| 1.  | OKK Spars Sarajevo        | 22 | 16 | 6  | 38  | Liga-4                                         |
| 2.  | Mladost Mrkonjić Grad     | 22 | 14 | 8  | 36  | Liga-4                                         |
| 3.  | Varda HE Višegrad         | 22 | 13 | 9  | 35  |                                                |
| 4.  | OKK Sloboda Tuzla         | 22 | 12 | 10 | 34  |                                                |
| 5.  | Građanski Bijeljina       | 22 | 11 | 11 | 33  |                                                |
| 6.  | Swisslion Leotar Trebinje | 22 | 11 | 11 | 33  |                                                |
| 7.  | Bosna BHT Sarajevo        | 22 | 11 | 11 | 33  |                                                |
| 8.  | Zrinjski Mostar           | 22 | 11 | 11 | 33  |                                                |
| 9.  | Kakanj                    | 22 | 10 | 12 | 32  |                                                |
| 10. | Radnik Bijeljina          | 22 | 10 | 12 | 32  | retrocesse in 1.Liga RS o A1 Liga o A1 Liga HB |
| 11. | Posušje                   | 22 | 8  | 14 | 30  | retrocesse in 1.Liga RS o A1 Liga o A1 Liga HB |
| 12. | Čapljina Lasta            | 22 | 5  | 17 | 27  | retrocesse in 1.Liga RS o A1 Liga o A1 Liga HB |

### Classifica Liga-4
|    | Squadra                    | G | V | P | Pt. | Qualificazione |
| -- | -------------------------- | - | - | - | --- | -------------- |
| 1. | HKK Primorka Široki Brijeg | 6 | 6 | 0 | 12  | Playoff        |
| 2. | KK Igokea Aleksandrovac    | 6 | 4 | 2 | 10  | Playoff        |
| 3. | Mladost Mrkonjić Grad      | 6 | 2 | 4 | 8   | Playoff        |
| 4. | OKK Spars Sarajevo         | 6 | 0 | 6 | 6   | Playoff        |

## Playoff
|  | Semifinali        | Semifinali        | Semifinali |        |        | Finale | Finale | Finale |  |
|  |                   |                   |            |        |        |        |        |        |  |
|  | Široki            | Široki            | 2          |        |        |        |        |        |  |
|  | Široki            | Široki            | 2          |        |        |        |        |        |  |
|  | Spars Sarajevo    | Spars Sarajevo    | 1          |        |        |        |        |        |  |
|  | Spars Sarajevo    | Spars Sarajevo    | 1          |        | Široki | Široki | 1      |        |  |
|  |                   |                   |            |        | Široki | Široki | 1      |        |  |
|  |                   |                   | Igokea     | Igokea | 3      |        |        |        |  |
|  | Igokea            | Igokea            | Igokea     | Igokea | 3      | 2      |        |        |  |
|  | Igokea            | Igokea            |            |        |        |        |        |        |  |
|  | Mladost Mrk. Grad | Mladost Mrk. Grad | 0          |        |        |        |        |        |  |

| Super liga Bosne i Hercegovine 2013-2014 |
| ---------------------------------------- |
| Igokea Aleksandrovac 3º titolo           |

## Squadra vincitrice
| N° | Naz.                            | Ruolo | Sportivo           |  | Alt. |  |
| -- | ------------------------------- | ----- | ------------------ |  | ---- |  |
| 6  | Serbia (bandiera)               | AP    | Milan Dozet        |  | 203  |  |
| 7  | Israele (bandiera)              | C     | Boris Kajmaković   |  | 217  |  |
| 8  | Serbia (bandiera)               | AG    | Branko Jorović     |  | 204  |  |
| 9  | Bosnia ed Erzegovina (bandiera) | P     | Draško Knežević    |  | 185  |  |
| 10 | Serbia (bandiera)               | AG    | Dejan Cup          |  | 202  |  |
| 11 | Montenegro (bandiera)           | AP    | Goran Gajović      |  | 199  |  |
| 12 | Bosnia ed Erzegovina (bandiera) | A     | Aleksandar Radukić |  | 206  |  |
| 13 | Bosnia ed Erzegovina (bandiera) | G     | Marko Jošilo       |  | 201  |  |
| 20 | Bosnia ed Erzegovina (bandiera) | P     | Nemanja Gordić     |  | 192  |  |
| 30 | Stati Uniti (bandiera)          | G     | Teddy Gipson       |  | 193  |  |
| 31 | Bosnia ed Erzegovina (bandiera) | G     | Željko Klještan    |  | 198  |  |
| 33 | Montenegro (bandiera)           | P     | Boris Bakić        |  | 193  |  |
| 40 | Serbia (bandiera)               | AC    | Uroš Mirković      |  | 205  |  |
| 50 | Serbia (bandiera)               | AC    | Duško Bunić        |  | 207  |  |
|    | Serbia (bandiera)               | All.  | Vlada Jovanović    |  |      |  |